# Ad Dawhah (municipi)
Ad Dawhah (àrab: الدوحة, ad-Dawḥa, pronunciat localment ad-Dūḥa, ‘Doha’) és un dels vuit municipis o baladiyyes que formen l'Estat de Qatar. La seva capital i ciutat més poblada és Doha, que a més és la capital nacional de Qatar.

## Geografia i demografia
La superfície d'Ad Dawhah abasta una extensió de territori que ocupa cent trenta-dos quilòmetres quadrats. Se situa geogràficament entre les coordenades següents: 25° 18′ 13″ N, 51° 31′ 23″ E / 25.30361°N,51.52306°E
La població es compon d'uns 1.312.947 persones (xifres del cens de l'any 2013). La densitat de població d'aquesta divisió administrativa és d'uns 9.900 habitants/km².